# Niklas Salm (hadvezér, ?–1550)
Ifjabb Niklas Salm vagy magyarosan Salm Miklós (? – Eger, 1550, március 5.): gróf, német politikus és hadvezér császári szolgálatban, idősebb Niklas Salm fia. A 16. század első felében élt és tevékenykedett.
A végvárak 1540-es évekbeli kiépítésében meghatározó szerepet játszó ifj. Niklas Graf, egyúttal I. Ferdinánd magyar király bécsi udvari főkamarása (1529–1550) Széchy Margitot, Székely Magdolna és Széchy Tamás leányát vette feleségül.
1529–30-ban apja mellett volt haditanácsos. 1545-ben pozsonyi főkapitány volt, 1546-ban királyi főhadparancsnok Magyarországon és Alsó-Ausztriában. 1546-ban a budai basa titkárát és tolmácsát, továbbá a budai és a pécsi bírókat nyerte meg kémként a maga számára. 
Miután az 1540-es években a Gömör és Kishont vármegyei Murány Bacsó Mátyás kezébe jutott, aki innen csapatával az egész Felvidékre kiterjesztette rabló-rajtaütéseit, egészen a sziléziai és lengyel határokig. Az 1548. évi országgyűlés a haza ellenségének nyilvánította Bacsót, ezért Niklas Salm hadvezért küldték ki ellene, aki hosszú ostrom után is csak belső árulással tudta bevenni Murány várát.
1549 tavaszán Balassa Menyhért várait vette vissza a koronának, s megostromolta Csábrág várát. 1549-ben szerepet játszott a nyírbátori szerződés megkötésében.
Az 1550. évi LXX. törvénycikk értelmében Niklas Salm részére két határidővel tíz dénárt kellett beszedni, részben mert kezében sok birtoklevél volt, részben rendfenntartói tevékenységének jutalmazására.